# Elefante blanco
Elefante blanco (no Brasil, Elefante Branco) é um filme de drama argentino de 2012 dirigido e escrito por Pablo Trapero. Estrelado por Ricardo Darín e Jérémie Renier, competiu na seção Un certain regard no Festival de Cannes.

## Elenco
- Ricardo Darín - Julián
- Jérémie Renier - Nicolas
- Martina Gusman - Luciana